# فيليب آدم
فيليب آدم هو سياسي كندي، ولد في 7 أكتوبر 1886 في كندا، وتوفي في 5 أكتوبر 1963 في نفس البلد. حزبياً، نشط في الإتحاد الوطني. وقد انتخب عضو الجمعية الوطنية في كيبك ‏.